# Paul-Jacques Bonzon
Pour les articles homonymes, voir Bonzon.
 (mars 2023).
Œuvres principales
Les Six Compagnons
La Famille HLM
Diabolo
Paul-Jacques Bonzon, né le 31 août 1908 à Sainte-Marie-du-Mont (Manche) et mort le 24 septembre 1978 à Valence, est un écrivain français auteur de plus d'une centaine de livres, dont 88 romans pour la jeunesse, 11 pièces de théâtre et une dizaine de livres scolaires. Ses romans ont été traduits en 18 langues.
Il est connu principalement pour la série Les Six Compagnons parue chez Hachette dans la collection Bibliothèque verte et la série La Famille HLM, parue dans la bibliothèque rose. La première rend hommage à la vie à Lyon dans les années 1950 et 1960, sur les hauteurs de la Croix-Rousse et la seconde au cadre plus rural du Cotentin, en Normandie, deux lieux qu'il connaît bien.

## Sa vie à Saint-Laurent-en-Royans
Instituteur et romancier pour la jeunesse, Paul-Jacques Bonzon a été instituteur et directeur d'école à Saint-Laurent-en-Royans de 1949 à 1957. Par sa présence et ses choix pédagogiques, par l'attention qu'il portait aux enfants, par la haute idée qu'il se faisait du rôle et de la place de l'école, il a profondément marqué la commune.
Il était aussi écrivain. Lorsqu'il arrive à Saint-Laurent, il a déjà publié trois ouvrages : Loutsi-chien, Delph le marin et Le jongleur à l'étoile. Si le plus grand nombre de ses ouvrages a été publié après son départ à partir de 1961, on peut affirmer que c'est pendant son séjour à Saint-Laurent qu'il a acquis la notoriété qui fut la sienne. Sur la centaine de livres publiés, il en a écrit une dizaine à Saint-Laurent qui resteront parmi les plus importants.
C'est à Saint-Laurent qu'il écrit Du gui pour Christmas avec lequel il obtient, en 1953, le second Prix de la Jeunesse. Son petit héros, comme l'auteur, est originaire de la Manche. C'est aussi à Saint-Laurent qu'il écrit des ouvrages d'inspiration italienne et espagnole notamment Le petit passeur du lac. Avec Les orphelins de Simitra, il obtient le Prix Enfance du Monde (1955) et le prix du New-York Herald Tribune (1955). Toujours à Saint-Laurent, il écrit durant les grandes vacances de 1956 Le Viking au bracelet d’argent et surtout Mon Vercors en feu. C'est en 1958, alors qu'il vient de quitter Saint-Laurent, qu'il obtient la consécration avec L'éventail de Séville qui lui vaut le prix du Salon de l’Enfance.
Il quitte Saint-Laurent pour Valence en 1957. L'école de Saint-Laurent porte son nom.

## Biographie
Paul-Jacques Bonzon est né en 1908 dans le département de la Manche, en Normandie. Fils unique de famille aisée, il est scolarisé à Saint-Lô.
Elève de l'école normale d'instituteurs de Saint-Lô, promotion 1924-1927, il fut d'abord nommé en Normandie, dans son département d'origine. En 1935, il épouse une institutrice de la Drôme et obtient sa mutation dans ce département où il fut instituteur et directeur d'école pendant vingt-cinq ans.
En poste à Espeluche puis à Chabeuil, il rejoint Saint-Laurent-en-Royans en 1949 et Valence en 1957 où il termine sa carrière en 1961, à l'âge de 53 ans, pour se consacrer alors entièrement à son métier d'écrivain de livres pour enfants et adolescents.
Il a rejoint l'Académie drômoise des Lettres, des sciences et des arts, une association culturelle qui regroupe des écrivains, des savants et des artistes du "Pays drômois".
Son œuvre tranche sur la littérature pour la jeunesse de l'époque par le caractère réaliste et parfois triste de certaines situations : les enfants qu'il met en scène sont confrontés à la misère, aux handicaps, à l'abandon.
Paul-Jacques Bonzon décrit la solidarité qui anime les milieux modestes auxquels ils appartiennent, n'hésitant pas à les insérer dans des contextes historiques marqués comme, Le Jongleur à l'étoile (1948) ou Mon Vercors en feu, publié en 1957.
La majorité de ses ouvrages a été publiée à la Librairie Hachette et en font l'un des romanciers pour la jeunesse les plus représentatifs de cette époque.
Plusieurs de ses livres mettent en scène le Cotentin et plus particulièrement Barneville-Carteret, qu'il nomme d'ailleurs Barneret et Carteville dans ses romans. Les cousins de la série La Famille HLM y prennent leurs vacances. Delph le marin, publié chez Sudel, se déroule à Carteret (Hardinquet, dans le roman) de même que Le Marchand de coquillages, Le Cavalier de la mer ou encore Le Bateau fantôme. L'auteur connaissait bien la région et y venait régulièrement.
La série des Six Compagnons met en scène une bande de copains dans le quartier populaire de la Croix-Rousse, sur les hauteurs de Lyon.
Paul-Jacques Bonzon laisse une œuvre dont l'importance se mesure au succès rencontré, notamment par des séries fortement appréciées comme Les Six compagnons, La Famille HLM ou Diabolo.
L'autre aspect de l'œuvre est tout aussi significative, de la qualité de l'écrivain : ses ouvrages ont été traduits, adaptés et diffusés dans dix-huit pays, dont la Russie et le Japon. Les premières adaptations connues l'ont été en langue néerlandaise pour les Pays-Bas mais également pour l'Indonésie et l'Afrique du Sud. C'est toujours le cas aujourd'hui. Par exemple, le roman Les Orphelins de Simitra a été adapté sous forme d'une série animée diffusée en 2008 au Japon sous le nom de Porphy No Nagai Tabi (Le Long Voyage de Porphyras), inédite en France.
Paul-Jacques Bonzon est aussi connu dans les milieux scolaires. Il publie chez Delagrave, à partir de 1960, une série d'ouvrages de lectures suivies pour l'école dont l'un, La Roulotte du Bonheur, se déroule dans son département d'origine. Il a écrit en collaboration avec M. Pedoja, inspecteur départemental de l'Éducation nationale, un livre de lecture destiné aux enfants des pays francophones: Pompon, petit âne des tropiques.
Paul-Jacques Bonzon décède à Valence en 1978, à l'âge de 70 ans. Après sa mort, les éditions Hachette poursuivront l'œuvre de l'écrivain en publiant de nouveaux titres de la série Les Six Compagnons, mais sous d'autres signatures.
Aujourd'hui, un peu moins d'une vingtaine de titres figurent encore au catalogue de l'éditeur, dans la collection Bibliothèque verte, sous une présentation modernisée.
Depuis mars 2010, les aventures des Six Compagnons ont été rééditées dans la collection Bibliothèque rose dans une version modernisée et simplifiée.
Le 12 mars 2011, la ville de Valence a inauguré un square à son nom, en présence de ses enfants, petits-enfants et admirateurs.

## Œuvre
(listes exhaustives)

### Séries pour la jeunesse

#### Les Six Compagnons
Trente-huit titres parus de 1961 à 1978, onze titres posthumes de 1982 à 1994 chez Hachette dans la collection Bibliothèque verte, et trois BD posthumes.

#### Diabolo le petit chat
Sept titres paru de 1974 à 1980 chez Hachette dans la collection Bibliothèque rose :
- 1974 : Diabolo le petit chat (illustrations de Pierre Dessons)
- 1974 : Diabolo et la fleur qui sourit (illustrations de Pierre Dessons)
- 1976 : Diabolo pompier (illustrations de Pierre Dessons)
- 1976 : Diabolo jardinier (illustrations de Pierre Dessons)
- 1977 : Diabolo et le cheval de bois (illustrations de Pierre Dessons)
- 1978 : Diabolo pâtissier (illustrations de Pierre Dessons)
- 1980 : Diabolo sur la lune (illustrations de Rosine Daems)

#### La Famille HLM
Vingt titres parus de 1966 à 1978 chez Hachette dans la collection Bibliothèque rose :
- 1966 : La Famille H.L.M. et l'âne Tulipe/Où est passé l'âne Tulipe ? (illustrations de Jacques Fromont)
- 1966 : Le Secret de la malle-arrière (illustrations de Jacques Fromont)
- 1966 : Les Étranges Locataires (illustrations de Jacques Fromont)
- 1967 : Vol au cirque (illustrations de Jacques Fromont)
- 1967 : L'Homme à la valise jaune (illustrations de Jacques Fromont)
- 1968 : Luisa contre-attaque (illustrations de Jacques Fromont)
- 1968 : Le Marchand de coquillages (illustrations de Jacques Fromont)
- 1968 : Rue des Chats-sans-queue (illustrations de Jacques Fromont)
- 1969 : Un Cheval sur un volcan (illustrations de Jacques Fromont)
- 1969 : Le Perroquet et son trésor (illustrations de Jacques Fromont)
- 1969 : Quatre chats et le diable (illustrations de Jacques Fromont)
- 1970 : Le Bateau fantôme (illustrations de Jacques Fromont)
- 1971 : Le Secret du Lac Rouge (illustrations de Jacques Fromont)
- 1972 : L'Homme à la tourterelle (illustrations de Jacques Fromont)
- 1973 : La Roulotte de l'aventure (illustrations de Jacques Fromont)
- 1974 : Slalom sur la piste noire (illustrations de Jacques Fromont)
- 1975 : L'Homme aux souris blanches (illustrations de Jacques Fromont)
- 1976 : Les Espions du X-35 (illustrations de Jacques Fromont)
- 1977 : Le Cavalier de la mer (illustrations de Philippe Degrave)
- 1978 : L'Homme au nœud papillon (illustrations de François Jeannequin)

### Romans hors-série pour la jeunesse
- 1945 : Loutsi-chien et ses jeunes maîtres
- 1947 : Delph le marin
- 1948 : Le Jongleur à l'étoile
- 1953 : Du gui pour Christmas (2 versions)
- 1953 : Mamadi ou le petit roi d'ébène
- 1955 : Fan-Lo
- 1955 : Les Orphelins de Simitra
- 1956 : Le Petit Passeur du lac
- 1956 : La Ballerine de Majorque
- 1957 : La Promesse de Primerose
- 1957 : Le Viking au bracelet d'argent
- 1957 : La Disparue de Montélimar[2]
- 1957 : Mon Vercors en feu (2 versions)
- 1958 : Le Voyageur sans visage
- 1958 : La Princesse sans nom
- 1958 : L'Éventail de Séville
- 1959 : Un secret dans la nuit polaire
- 1960 : Contes de l'hiver
- 1960 : La Croix d'or de Santa-Anna
- 1961 : J'irai à Nagasaki
- 1962 : Tout Fou
- 1963 : Le Cheval de verre
- 1965 : Contes de mon chalet
- 1971 : Soleil de mon Espagne

### Théâtre
- 1945 : La Nuit du 3 mars
- 1953 : Coquette chambre à louer
- 1954 : Camping interdit
- 1954 : L’Insécurité sociale
- 1956 : Aux urnes, citoyennes !
- 1956 : Les Carottes des Champs-Élysées
- 1956 : Nous les avons vus
- 1957 : Permis de conduire à tout âge
- 1957 : Madame a son robot
- 1957 : Plus on est de fous
- 1962 : Devant le rideau

### Ouvrages scolaires
Note : ils ont tous été publiés chez l’éditeur Delagrave.
- 1960 : La Roulotte du bonheur (CM2)
- 1962 : Le Chalet du bonheur (CE1, CE2, CM1)
- 1964 : La Maison aux mille bonheurs[3] (CE1, CE2)
- 1965 : Le Jardin de Paradis (CP, CE1)
- 1967 : Le Relais des cigales (CM1, CM2)
- 1968 : Le Château de Pompon (CP)
- 1975 : Le Cirque Zigoto (CE1, CE2)
- 1975 : Pompon à la ville (CP)
- 1976 : Yani (CM1, CM2)
- 1978 : Ahmed et Magali (CM1, CM2)
- 1980 : Pompon le petit âne des tropiques (avec M. Pédoja)

### Contes et nouvelles
Publiés dans la revue Francs-Jeux et dans le bulletin de l'Académie drômoise.

## Prix et Récompenses
- Second Prix "Jeunesse" en 1953 pour Du gui pour Christmas.
- Prix "Enfance du Monde" en 1955 pour Les Orphelins de Simitra.
- Grand Prix du Salon de l'Enfance en 1958 pour L'Éventail de Séville.

## Sources
- Yves Marion, De la Manche à la Drôme, itinéraire de l'écrivain Paul-Jacques Bonzon, romancier pour la jeunesse, éditions Eurocibles, Marigny (Manche), 2008.  (ISBN 9782914541831)
- Raymond Perrin, Fictions et journaux pour la jeunesse au XXe siècle, L'Harmattan, 2009, 554 p. (ISBN 978-2-296-09208-2 et 2-296-09208-X, lire en ligne).